# Dvorce (Bruntáli járás)
Dvorce (németül: Hof) község Csehországban, a Bruntáli járásban. Dvorce Budišov nad Budišovkou, Moravský Beroun, Norberčany, Křišťanovice és Bílčice településekkel határos. Lakosainak száma 1254 fő (2024. január 1.).

## Népesség
A település lakosságának változását az alábbi diagram mutatja:
| Lakosok száma | 3433 | 3059 | 2538 | 1328 | 1660 | 1558 | 1324 | 1319 | 1265 | 1254 |
|               | 1869 | 1890 | 1921 | 1950 | 1980 | 2001 | 2017 | 2019 | 2022 | 2024 |